# Леді-Герару

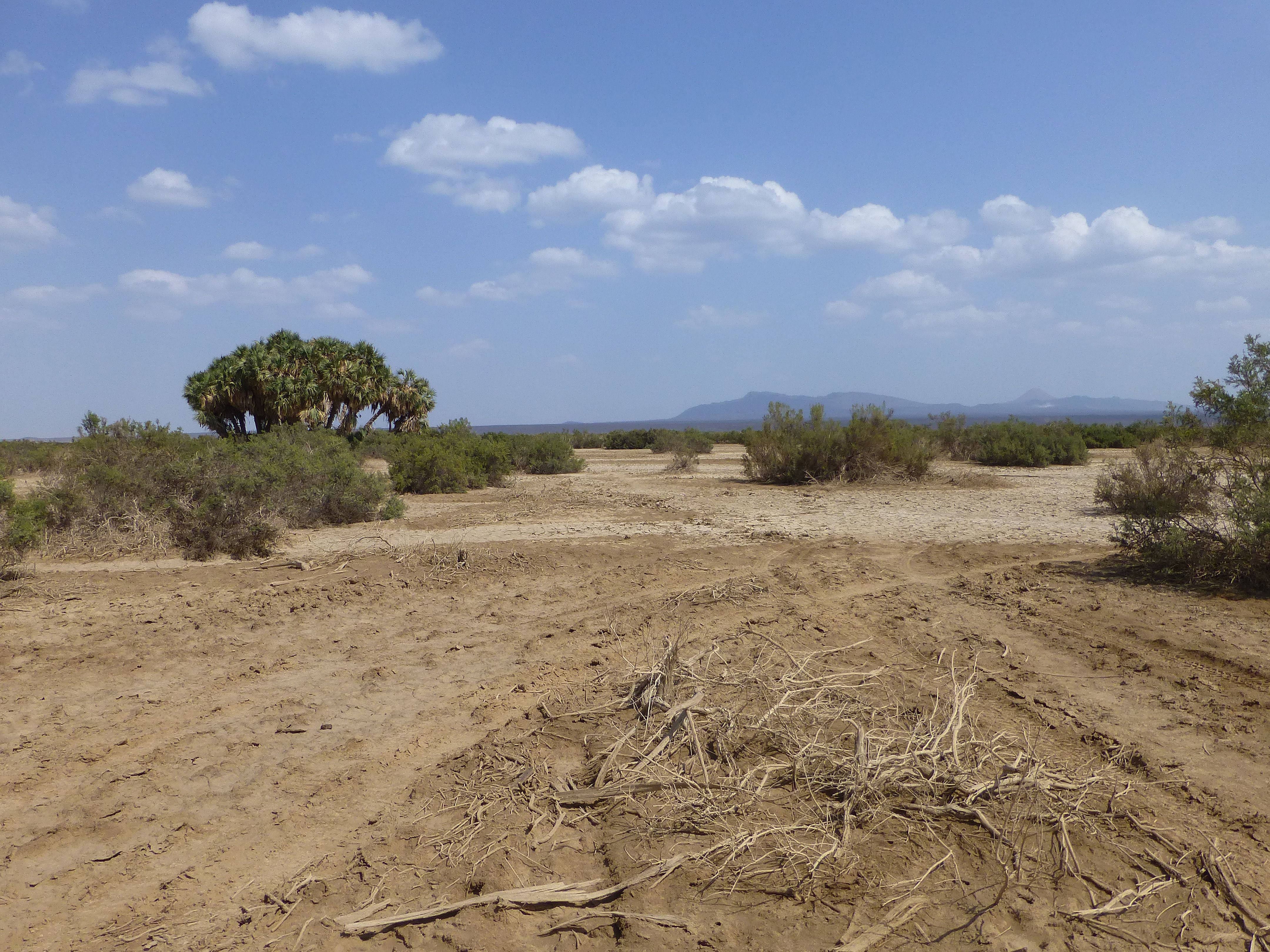
Регіон Афар, місцезнаходження Леді-Герару

11°21′ пн. ш. 40°52′ сх. д. / 11.350° пн. ш. 40.867° сх. д.
Леді-Герару (англ. Ledi-Geraru) — місцевість на території національного парка Аваш (Центральна Ефіопія, долина Афара. Локальна ділянка Lee Adoyta), де 2013 року студентом Шалашью Сейюмом було знайдено рештки викопного гомініда Homo habilis. Вік знахідки — 2,77-2,80 млн років тому. На думку авторів знахідки, це — найдавніший Homo. Проміжний після Australopithecus afarensis.
Знайдено ліву частину нижньої щелепи з п'ятьма зубами. Датування решток, виявлених у напівзруйнованих гірських породах, виявилося важкою справою. Анатомічний аналіз щелепи LD 350-1 вказав на просунуті риси (крихкі моляри, симетричні малі корінні зуби, правильні пропорції щелепи), що відрізняють ранніх представників роду Homo від більш мавпоподібних австралопітеків. Скам'янілість з Леді-Герару свідчить про те, які зміни анатомія предків людини пройшла всього за 200 тисяч років — коли жила Люсі, відома представниця австралопітеків афарських.

## Фауна, ландшафт і клімат місцезнаходження
Фауна — багато травоїдних, деревні ссавці відсутні. Дейнотерії, риби, крокодили, гіпопотами. Відкрита місцевість, можливо, з лісами уздовж водойм. Численні водойми. Клімат сухий.

### Ресурси Інтернету
- Shreeve, Jamie. Oldest Human Fossil Found, Redrawing  Family Tree. National Geographic. Архів оригіналу за 6 серпня 2015. Процитовано 5 серпня 2015.
- Ledi-Geraru Research Project. ASU. Архів оригіналу за 6 вересня 2015. Процитовано 5 серпня 2015.
- Jeanna Bryner. Earliest Known Human Fossils Discovered. Livescience.com. Архів оригіналу за 12 квітня 2019. Процитовано 5 серпня 2015.